# Руперт Йозеф Антон Фугер фон Кирхберг-Вайсенхорн
Руперт Йозеф Антон Фугер фон Кирхберг-Вайсенхорн (на немски: Rupert Joseph Anton Fugger zu Kirchberg und Weissenhorn; * 17 юли 1683, Бос; † 19 януари 1724) е граф на Фугер-Кирхберг-Вайсенхорн и господар в Бабенхаузен, Швабия и Нидералфинген.

## Произход
Той е син на граф Йохан Рудолф Фугер фон Кирхберг-Вайсенхорн (1658 – 1693), господар на Бос, Хаймертинген и Плес, и съпругата му фрайин Йохана Катарина фон Валдбург-Цайл (1658 – 1732), дъщеря на фрайхер Паул Якоб фон Валдбург-Цайл (1624 – 1684), граф цу Цайл, господар на Траухбург (1624 – 1684) и графиня Амалия Луция ван ден Бергх (1633 – 1711). По-малкият му брат Йохан Якоб Александер Сигизмунд Рудолф Фугер фон Кирхберг-Вайсенхорн (1691 – 1759) е господар на Бабенхаузен и баща на Анселм Викториан Фугер фон Кирхберг-Вайсенхорн (1729 – 1793).
По бащина линия той произлиза от Антон Фугер (1493 – 1560) и неговия син Якоб III Фугер (1542 – 1598) от Аугсбург. През 1551 г. прадядо му Антон Фугер купува селото Бос. През 1777 г. линията Фугер-Бос измира. Бос след това принадлежи на линията Фугер-Бабенхаузен до 1806 г.
Руперт Йозеф Антон Фугер фон Кирхберг-Вайсенхорн умира на 19 януари 1724 г. на 40 години и е погребан в Бабенхаузен, Швабия.

## Фамилия
Руперт Йозеф Антон Фугер фон Кирхберг-Вайсенхорн се жени на 15 февруари 1708 г. в Инсбрук за Мария Анна Франциска Терезия Фугер фон Кирхберг-Вайсенхорн цу Гльот (* 16 януари 1690, Нойбург на Дунав; † 19 юни 1771, Аугсбург), дъщеря на граф Франц Ернст Фугер фон Кирхберг-Вайсенхорн (1648 – 1711) и графиня Мария Терезия Анна фон Йотинген-Катценщайн-Балдерн (1651 – 1710). Те имат пет деца:
- Мария Терезия (* 6 декември 1708, Бабенхаузен; † февруари 1758), монахиня в Есен
- Мария Антония (* 23 декември 1710, Бабенхаузен; † 21 октомври 1765, Нидерраунау), омъжена на 15 юли 1731 г. за фрайхер Йозеф фон Фрайберг-Нидерраунау († 1779, Нидерраунау)
- Франц Карл (* 31 май 1712, Бабенхаузен; † 5 декември 1758), граф Фугер, господар на Бабенхаузен, женен на 17 февруари 1737 г. в Аугсбург за графиня Мария Йозефа Райх фон Райхенщайн (* 9 септември 1717; † 19 юни 1771, Бабенхаузен), дъщеря на граф Паул Никлаус Райх фон Райхенщайн († 1744) и графиня Мария Анна Маргарета фон Рехберг (1680 – 1745/1746), бездетен
- Франциска Елизабет
- Антон